# Anderson Lima
|Anderson Agustín Lima Montes (Maldonado, Uruguay, 20 de septiembre de 2002) es un futbolista uruguayo que juega como delantero centro. Actualmente milita en el Club Atlético Ituzaingó (Uruguay) de la Liga Mayor de Fútbol de Maldonado. 

## Trayectoria
Se inició en las divisiones juveniles en el Club Atlético Atenas (San Carlos), uniéndose en el año 2016 a la sub-14 del club.
En ese mismo año conquistó el ascenso a Primera División de Uruguay, jugando 10 partidos y convirtiendo 5 goles en el torneo.
En el 2019 pasa a ser jugador de Club Deportivo Maldonado categoría sub-16, siendo campeón Uruguayo. En el 2020 jugó el Torneo Integración en la categoría sub-17 del club, el que involucra los mejores clubes de AUF y selecciones de OFI, saliendo eliminados en fase de grupos. 
En Inicios de 2021 se retiró del Club Deportivo Maldonado después de haber jugado en las categorías sub-16, sub-17, sub-19 y reserva del club.
En el 2021 se integra a Club Atlético Platense (Uruguay), donde debutó profesionalmente, entrando en el 56‘ y dando una asistencia de gol contra Salus FC.
Luego tuvo un intervalo de aproximadamente 6 meses fuera de las canchas, a motivo de una fractura de tobillo que lo perseguiría hasta el año siguiente.
En el año 2023 fue fichado por el Club Atlético Ituzaingó (Uruguay), club que es parte de la Organización del Fútbol del Interior.
Participó en la Copa OFI 2023 y en la Copa AUF 2023.

## Equipos
- Club Atlético Atenas (San Carlos) (2016-2019)
- Club Deportivo Maldonado (2019-2021)
- Club Atlético Platense (Uruguay) (2021-2022)
- Club Atlético Ituzaingó (Uruguay) (2023-actualidad)